# Леопольдов
Леопольдов (угор. Lipótvár, нім. Leopoldstadt) — місто, громада в окрузі Глоговец, Трнавський край, західна Словаччина.
Леопольдов знаходиться в нижньому Поважжі, у плавнях річки Ваг. Зі східної сторони межує з Глоговцем, з південної — із частиною Глоговця — Шулековом, а з північно-західної — з Червеніком.
В минулому місто було відоме під такими назвами: Нойштадль (Neustadl), Ніштадль (Neistadl), Уйгели (Ujhely), Уйварос (Ujváros), Уйвароска, Містеско, Леопольдове містечко.

## Історія
На місці сучасного міста 1671 року була єдина церква. В тому ж році, тобто через вісім років після закладання був закінчений костел, що носив ім'я святого Ігнатія. В липні 1683, перед наступом турецьких військ, власник земель Кільмансеґ наказав спалити село разом із костелом. Після відновлення селища був збудований новий дерев'яний костел. Його стан був дуже поганим. Через десять років після спалення в липні 1693 був закладений перший камінь нового кам'яного костелу. Роботи велися швидко і вже у вересні того ж року костел було освячено. Місто знову було спалене в 1728. Новий костел був відновлений з пожертв та осв'ячений єпископом Йозефом Віто в 1803. У 1813, під час паводку на Вазі, річка вийшла з берегів та підмила мури костелу. Арку потрібно було ремонтувати. Під час Словацького повстання Гурбанівське військо хотіло осадити мури міста. Володар міста наказав його підпалити. Пожежа дісталася і вежі та даху костелу. Годинникову вежу та дзвіницю вогонь знищив. Шкоди зазнала і внутрішня оздоба. Церкву було потрібно ремонтувати. За короткий час церковний дах вкрили черепицею, відремонтували стіни, відновили зовнішній вигляд та інтер'єр церкви. В 1863 році добудували нову вежу.
Прихід в Містечку було створено 1775-го року. З 1739 почав вестися реєстр мешканців. До приходу священників духовними справами в костелі завідували монахи єзуїтського ордену. Покровителем костелу впродовж всього часу його існування був Ігнатій з Лойоли. Перед костелом є статуя Діви Марії, кам'яна огорожа має колону XVIII ст. в стилі рококо. Костел має два бічні та один головний вівтарі. Його інтер'єр прикрашений безліччю цікавих картин і скульптур, але найбільшою перлиною є дорогоцінний орган, розташований на церковному хорі. Церква розташована в приємній місцевості в парку. Будинок парафіального священика був відремонтований, щоб надати площі кращого вигляду.

## Населення
| Рік:            | 1994. | 2004.   | 2014.   | 2024.   |
| --------------- | ----- | ------- | ------- | ------- |
| Кількість осіб: | 4009  | 4092    | 4143    | 3873    |
| Різниця:        |       | +2,07 % | +1,24 % | -6,51 % |

| Рік:            | 2023. | 2024.   |
| --------------- | ----- | ------- |
| Кількість осіб: | 3907  | 3873    |
| Різниця:        |       | -0,87 % |

## Пам'ятки
У місті знаходиться костел св. Ігналія Лойоли, в'язниця та ганебний стовп.

## Міста-побратими
- Угорщина Фертьйосентміклош,
- Чехія Курім,